# Impresionismus (hudba)
Impresionismus je umělecký směr přelomu 19. a 20. století. Byl objeven francouzskými malíři a také právě v tomto uměleckém odvětví na sebe nejvýrazněji upozornil, postupně ovšem pronikl i do hudby a poezie. Výraz imprese znamená vjem, dojem nebo otisk. Již sám název vypovídá o způsobu práce, jde tedy o zachycení dojmu, kterým na umělce zapůsobil okolní svět během jediného okamžiku. Výraz „prchavý okamžik“ je základním impresionistickým pojmem, prvkem.

## Charakteristika směru
Těžištěm hudebního impresionistického výrazu je harmonie, která se již neřídí ustálenými zákony. Typické jsou časté změny modality uvnitř skladeb, složité a rozmanitě obměňované akordy a uvolněná tonalita. Dochází k emancipaci všech tónů stupnic kromě tóniky, jíž je její hlavní význam ponechán. Impresionistická díla postrádají práci s tématem, melodie ztrácí na významu a objevuje se převážně pouze v útržkovité formě. Impresionismus v hudbě zrušil či alespoň znejasnil pravidlo formálního členění skladeb, stejně jako v malířství rušil perspektivu. Je to nepochybně důsledek kladení důrazu na působení okamžiku, aniž by si posluchač měl uvědomovat souvztažnost průběhu skladby i jejího instrumentačního řádu. Impresionistická skladba předpokládá u posluchače naprosté otevření se dojmu a nestojí o to, aby jí jakkoli zkoumal. Pokud tak respondent neučiní, dílo na něj nemůže zapůsobit.

## Hlavní představitelé a díla
Zakladatelem hudebního impresionismu byl francouzský skladatel Claude Debussy (1862–1918). Skladby, které byly jakousi předzvěstí tohoto směru lze však nalézt již dříve v díle ruského skladatele Musorgského Obrázky z výstavy (Kartinky) a v raných skladbách Erika Satie. V Debussyho díle se v plné síle objevuje impresionismus v polovině devadesátých let 19. století. Jeho vrcholnými skladbami jsou orchestrální Faunovo odpoledne, Nokturna, tři symfonické skici Moře i klavírní obrazy (např.Potopená katedrála). V letech 1893–1902 složil své stěžejní dílo, operu Pelléas a Melisanda. Hudební impresionismus přijalo mnoho skladatelů té doby, z nichž nejvýznamnějším byl Maurice Ravel (1875–1937). Ten píše i hudbu komorní, nejslavnějšími jsou však jeho orchestrální Bolero a Španělská rapsodie. Vynikajícím impresionistou byl také Ital Ottorino Respighi (1870–1936), především ve trilogii Římské fontány, Římské pinie a Římské slavnosti.